# Aphirape
Aphirape es un género de arañas araneomorfas de la familia Salticidae. Se encuentra en  Sudamérica. 

## Lista de especies
Según The World Spider Catalog 12.5::
- Aphirape ancilla (C. L. Koch, 1846)
- Aphirape boliviensis Galiano, 1981
- Aphirape flexa Galiano, 1981
- Aphirape gamas Galiano, 1996
- Aphirape misionensis Galiano, 1981
- Aphirape riojana (Mello-Leitão, 1941)
- Aphirape riparia Galiano, 1981
- Aphirape uncifera (Tullgren, 1905)